# Исланд на Светском првенству у атлетици у дворани 2022.
Исланд је на 18. Светском првенству у атлетици у дворани 2022. одржаном у Београду од 18. до 20. марта учествовао шеснаести пут. Репрезентацију Исланда представљала су 2 такмичара (1 мушкарац и 1 жена) који се такмичили у 2 дисциплине (1 мушка и 1 женска).,
На овом првенству такмичари Исланда нису освојили ниједну медаљу нити су остварили неки резултат.

## Учесници
| Мушкарци: - Болдвин Магнусон — 3.000 м | Жене: - Guðbjörg Jóna Bjarnadóttir — 60 м |

## Резултати

### Мушкарци
| Атлетичар        | Дисциплина | Лични рекорд | Квалификације | Квалификације | Финале   | Финале       | Детаљи |
| Атлетичар        | Дисциплина | Лични рекорд | Резултат      | Место         | Резултат | Место        | Детаљи |
| ---------------- | ---------- | ------------ | ------------- | ------------- | -------- | ------------ | ------ |
| Болдвин Магнусон | 3.000 м    | 7:47,51 НР   | 7:49,34 кв    | 6. у гр. 1    | 8:04,77  | 14 / 33 (34) |        |

### Жене
| Атлетичарка                | Дисциплина | Лични рекорд | Квалификације | Квалификације | Полуфинале            | Полуфинале            | Финале                | Финале       | Детаљи |
| Атлетичарка                | Дисциплина | Лични рекорд | Резултат      | Место         | Резултат              | Место                 | Резултат              | Место        | Детаљи |
| -------------------------- | ---------- | ------------ | ------------- | ------------- | --------------------- | --------------------- | --------------------- | ------------ | ------ |
| Guðbjörg Jóna Bjarnadóttir | 60 м       | 7,43         | 7,47(.467)    | 7. у гр. 3    | Није се квалификовала | Није се квалификовала | Није се квалификовала | 43 / 46 (47) |        |